# Ulf Erik Hagberg
Ulf Erik Hagberg (n. 30 septembrie 1932 - d. 2012) a fost un arheolog suedez și director de muzeu. Hagberg a studiat la Universitatea din Uppsala și a lucrat câțiva ani la Consiliul de patrimoniu național suedez din Öland, unde a condus excavarea de la Skedemosse, care a avut ca rezultat descoperirea câtorva obiecte spectaculoase de aur. El și-a obținut diploma de facultate în Uppsala în 1968 și a servit ca docent și lector la universitate până în 1977, când a fost numit director la Muzeul Regional din Skara. Din 1988 și până la pensionarea sa din 1997, el a fost directorul Muzeului Național suedez de antichități; aici, el a fondat „camera aurului” unde, printre altele, a expus și importantele obiecte de aur de la Skedemosse. După pensionare, el a fost câțiva ani secretar la Academia Regală de Litere, Istorie și Antichități.